# Јован Стојсављевић
Јован Јово Стојсављевић (Београд, 18. јул 1915 — Јајинци, код Београда, 17. октобар 1941) био је комунистички револуционар и учесник Народноослободилачке борбе.

## Биографија
Рођен је 18. јула 1915. године у Београду, а пореклом је из места Зрмања у Лици.
У Тителу је изучио лимарски занат, а потом се доселио се у Земун и запослио у фабрици авиона „Икарбус“. Као млади радник приступио је револуционарном радничком покрету и истако се у организовању штрајкова. По задатку Партије, прешао је у фабрику у Раковицу.
Године 1938. постао је члан Покрајинског комитета СКОЈ-а за Србију, а почетком 1939. године, после обнављања партијске организације у Земуну, постављен је за секретара Рејонског комитета КПЈ за Земун.
Због револуционарног рада, више пута је био привођен и прогањан. Године 1939. је био ухапшен и тада је полиција код њега нашла доста партијског пропагадног материјала, међу ком је била - историја СКП(б), говор Палмира Тољатија на Седмом конгресу Коминтерне, Основи лењинизма и др. У затвору је био задржан десет месеци, а маја до новембра 1940. године је био и у концентрационом логору у Билећи. Када је изведен пред суд, правдао се да је тај материјал добио од једног студента и да није знао да је та литература забрањена. Суд га је тада ослободио.
За члана Централног комитета Савеза комунистичке омладине Југославије изабран је септембра 1940. године, док је још увек био у затвору. Године 1941. непосредно пред почетак Другог светског рата у Југославији, позван је на одслужење војног рока. Капитулација Југословенске војске, априла 1941. затекла ге је у Книну. Одатле се пребацио у Земун.
После окупације Краљевине Југославије, боравио је најпре у Земуну, где је поново обављао дужност секретара Рејонског комитета, а потом и у Београду. Активно је радио на припремању оружане борбе у окупираном Београду - организовао је ударне групе, које су извршавале сложене и опасне задатке. Као члан Централног комитета СКОЈ-а, одржавао је везе и сарађивао са Покрајинским комитетом СКОЈ-а за Војводину.
Августа 1941. године, ухапшен је Ратко Митровић Шиља, такође члан ЦК СКОЈ-а. Он се пред Специјалном полицијом лоше држао и издао многе другове, међу којима и Јову. Ухапшен је 10. октобра 1941. године у Топчидеру. Потом је пребачен у Бањички логор, а затим после недељу дана стељан у Јајинцима.
Једна улица у земунском насељу Нова Галеника, носи његово име.